# Fiat V.I.
 (avril 2025).
FIAT Veicoli Industriali était la division véhicules industriels (camions et autobus) du groupe Fiat S.p.A. avant la création d'IVECO en 1975.
Fiat V.I. comprenait trois divisions distinctes :
- camions civils - poids lourds de 4,0 à 120 tonnes, dont le code usine était la série 600,
- matériel militaire - camions et autres véhicules blindés, dont le code usine était la série 6000,
- autocars et autobus, dont le code usine était la série 300 pour les autocars de ligne et GT et la série 400 pour les autobus urbains, avant la création d'IVECO en 1975 et d'Irisbus en 1999.

## Historique
Le premier véhicule industriel créé par celle que l'on désignait F.I.A.T. à l'époque, fut le Fiat 24HP, en 1903. Depuis lors, le groupe Italien s'est enrichi de sociétés rachetées, essentiellement en Italie et de création de filiales à l'étranger.

### Les grandes étapes et dates
- 1899 – création de la F.I.A.T.
- 1903 – premier véhicules industriel le FIAT 24 HP,
- 1925 - Fiat rachète le constructeur S.P.A. - Società Piemontese Automobili à la Famille Ansaldi,
- 1929 - création du Consortium FIAT V.I. (FIAT Veicoli Industriali) comprenant FIAT (secteur véhicules utilitaires) qui contrôle S.P.A. et Ceirano. (SCAT-Ceirano).
- 1930 - FIAT V.I. coordonne la planification de ses produits, fabrication de pièces communes et vente pour tous les types. La gamme des produits FIAT couvre les véhicules de livraison d'une capacité de 0,3 tonne aux camions de 10 tonnes et les autobus de 16 à 40 sièges.
- 1931 - FIAT prend une participation dans Ceirano et intègre Ceirano dans S.P.A.
- 1933 - OM - Officine Meccaniche (ex voitures) Züst SpA est repris par FIAT et les usines de Brescia et Suzzara sont intégrées dans FIAT V.I.. La fabrication de voitures OM-Züst est abandonnée. OM se consacre aux camions civils, châssis pour autocars et aux matériels ferroviaires et agricoles.
- 1935 - FIAT rachète 100 % de Ceirano et en confie la direction à OM. Les fabrications Ceirano sont arrêtées mais l'usine assure la fabrication des camions S.P.A.
- 1937 - Fusion des unités OM Milan et OM Brescia.
- 1947 - S.P.A. assure la fabrication de tous les véhicules lourds FIAT dans l'usine de Stura à Turin.
- 1949 – FIAT-Simca rachète le constructeur français UNIC.
- 1952 - Création de DINA SA au Mexique pour la fabrication locale des modèles FIAT 682N et 682T
- 1956 - UNIC absorbe la filiale française des camions Saurer, constructeur suisse de camions.
- 1961 – 1er accord de coopération avec le carrossier tunisien, la STIA, pour des châssis d’autobus,
- 1967 – 2e accord avec la STIA pour l’assemblage local de camions FIAT V.I.
- 1966 – FIAT V.I. absorbe sa filiale française UNIC SA et fonde F.F.S.A.,
- 1969 – FIAT Auto rachète Lancia. La division Lancia V.I. est intégrée dans FIAT V.I. et devient Lancia Veicoli Speciali. Début de la fabrication par la filiale FIAT V.I. Argentina des modèles FIAT 619N - 619N3E et FIAT 697N et 697T avec un PTC de 45 t,
- 1973 - Alfa Romeo cède 43 % du capital de sa filiale camion brésilienne F.N.M. à FIAT V.I.,
- 1974 - FIAT S.p.A. rachète 75 % du constructeur allemand Magirus-Deutz au groupe Klöckner-Humboldt-Deutz, qui deviendra Deutz AG,
- 1975 – création d'IVECO - Industrial VEhicles COrporation, qui regroupe les sociétés FIAT V.I., OM, Lancia Veicoli Speciali, UNIC et Magirus-Deutz[1].
- 1976 - Tout le groupe Alfa Romeo est racheté par FIAT S.p.A. et le constructeur brésilien F.N.M. devient FIAT Diesel.

La suite de l’histoire concerne IVECO pour les poids lourds civils, IVECO Defence Vehicles pour le matériel militaire et IVECO Bus jusqu'en 1999, renommé Irisbus après l'intégration du constructeur français Renault Bus puis renommé IVECO Bus en 2015.

### De l'origine à 1918
Le premier « camion » châssis industriel conçu et fabriqué par F.I.A.T. remonte à 1903, c’est le Fiat 24HP. Équipé d’un moteur bibloc 4 cylindres (deux groupes de 2) de 6 370 cm3 développant 24 HP, d’où son nom, allumage par magnéto basse tension et doté d’un seul gros phare à acétylène. D’un poids à vide de 2,0 tonnes pour un poids total de 4,0 tonnes et d’une longueur de 5,25 m, ce véhicule avait deux particularités :
- une boîte de vitesses à 4 rapports avant et 1 marche arrière, fixée au centre du châssis, sous le plateau, reliée au moteur par un arbre de transmission,
- un moteur placé tout à l’avant, en porte à faux sous le poste de conduite.

Cette configuration révolutionnaire préfigurait les fabrications contemporaines.
Les carrossiers de l’époque ont réalisé sur ce châssis et sur commande de leurs clients des versions de tout genre, camion plateau, autobus, ambulances.
La qualité de fabrication étant très élevée, le succès fut immédiat. En 1908 ce sera une centaine de véhicules qui sortiront de l’usine turinoise, en 1914, 1 500 unités et avec l’annonce du premier conflit mondial, la demande crut notablement pour arriver à plus de 17 000 en 1917. F.I.A.T. est déjà un des plus importants constructeurs de véhicules industriels et militaires de l’époque.
En 1906, un autre camion à cabine avancée, fut produit avec un moteur de 40 chevaux, de 7,4 litres et d'une charge utile de 5 tonnes. En 1907, F.I.A.T. n’entend pas laisser passer l’opportunité de fabriquer des omnibus à impériale pour satisfaire des appels d’offres des grandes compagnies de transport public et présente 2 modèles, un type léger d’une capacité de 16 voyageurs assis, le Fiat 18-24 HP, et un modèle haut de gamme pour 36 passagers assis, le Fiat 28/40 HP. Ces véhicules pouvaient atteindre la vitesse considérable à l'époque de 39 km/h.
En 1908, Fiat dispose d’un tout nouveau moteur pour poids lourds, le 35/45 HP, 6 cylindres en deux blocs de 3. Aussi après deux ans de tests, avec l'aide de l'ingénieur allemand Rudolf Diesel, la division Fiat Grandi Motori présente un moteur diesel à deux temps, pour une utilisation maritime.
Les véhicules de cette époque disposaient de transmissions par chaînes. Fiat avait déjà trouvé une application à l’invention du mathématicien milanais Gerolamo Cardano (1501-1576) en 1545, qui a décrit l'articulation portant son nom dans un traité de physique intitulé « De subtilitate rerum ». En langage Fiat, ce type de joint est appelé joint homocinétique. Fiat en avait déjà équipé ses voitures et à partir de 1910, les nouveaux châssis industriels en seront aussi dotés, ce qui signifiera l’abandon prématuré des chaînes.

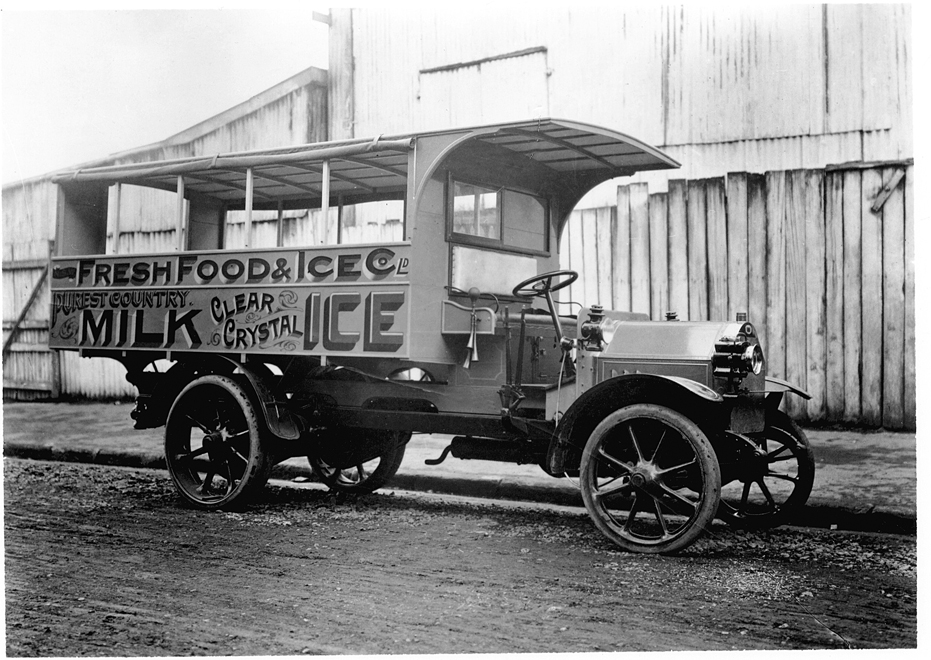
Fiat 18 BL

En 1909, Fiat étudie, sur commande de l’armée du roi d’Italie, un nouveau camion multi usages, transport de troupes et de matériel, et présente le Fiat 15 qui inaugure la pompe à essence sur ce type de véhicules en remplacement d’une alimentation par gravité. Ce type 15 connaîtra un énorme succès et sera décliné en version "15 bis", surnommé type Libye, pour ses exploits dans ce pays qui était une province de l'Empire colonial italien, et le Fiat 15 Ter doté d’un moteur plus puissant basé sur le modèle "Tipo 53A", pour la guerre italo-turque en Libye.
S’ensuivit le Fiat 18 BL, robuste porteur de 6 tonnes, équipé d’un moteur très fiable de 38/40 HP, moderne 4 cylindres monobloc, mais encore doté de chaînes sous carter et de bandages pleins, jugés plus sûrs par l’état-major de l’armée. Le Fiat 18 BL sera fabriqué en 20 000 exemplaires, chiffre énorme pour l’époque, il équipera ne nombreuses armées alliées lors de la Première Guerre mondiale et notamment l'armée française.
En 1911, Fiat lance un nouveau véhicule très novateur, le Fiat Tipo 2F. Camion léger de 1,78 tonne de poids total pour une charge utile de 1,0 tonne, il possède un pont arrière sans chaînes, un nouveau moteur monobloc 4 cylindres de 15/20 HP, un allumage par magnéto haute tension et des roues avec pneumatiques et non plus des bandages pleins. Ce modèle révolutionnaire fut commercialisé pendant une dizaine d’années dans beaucoup de pays.
En 1912, Giovanni Agnelli, fondateur de Fiat et homme visionnaire, crée la SITA (Société Italienne de Transports Automobiles) la première entreprise au monde dans son genre, qui assure le transport des personnes et des marchandises.

### De 1918 à 1939
En 1918, F.I.A.T. simplifie son appellation qui devait être en majuscules avec une ponctuation entre chaque lettre par un nom simple Fiat S.p.A. (S.p.A. veut simplement dire société par actions, société anonyme en français). Aussi c'est en 1918 que la firme présente le premier locotracteur, le LT58 à moteur diesel V16G de 180 chevaux à injection directe. En 1919, l'entreprise fabriqua son premier avion biplan AN1, équipé d'un monomoteur diesel de 220 chevaux.
En 1925, Fiat développe la première balayeuse sur camion, le Fiat 603.
Ce n’est qu’en 1929 que Fiat décide de séparer la fabrication et la commercialisation des camions et celle des voitures commerciales et fourgonnettes – les véhicules dérivés en langage Fiat qui correspondent aux LCV de nos jours - en créant le consortium Fiat V.I. qui regroupe les productions Fiat, S.P.A. (Société Piémontaise d’Automobiles) et Ceirano, ce consortium deviendra ensuite une division V.I. du groupe Fiat S.p.A.. En parallèle, Fiat crée un véritable réseau commercial et d’assistance ainsi qu'une société de crédit, la SAVA (it).
Fiat dispose alors d’une gamme complète de produits pour répondre à toutes les demandes des marchés mondiaux, allant du Fiat 509 à 300 kg de charge utile au gros SPA 31 et ses 3 000 kg, en passant par le Fiat 605 de 1926 et son moteur essence 6 cylindres de 3 446 cm3.
Nota : il ne faut pas comparer les charges de l’époque avec les charges actuelles qui sont de 38 t en France et de 44 t en Italie et dans quasiment tous les pays européens, en PTC/PTR.
Dès 1929, apparaît un nouveau modèle de camion de moyen tonnage, de 2, 2,5, 3,5 tonnes de charge utile – le Fiat 621. Ce camion connaîtra un succès jamais égalé. En effet, il sera fabriqué non seulement en Italie, mais aussi en Pologne, en URSS par AMO, et par Mitsubishi au Japon, pour leurs marchés intérieurs respectifs. À quasiment 50 000 exemplaires dans ses nombreuses versions dont une électrique et à gazogène. Équipé d’un moteur Fiat essence 6 cylindres de 2 516 cm3 de 44 ch avec soupapes latérales, le Fiat 621 est le premier camion vendu avec une cabine fermée. Peu après apparaît le Fiat 621P, le premier camion à 3 essieux et une charge utile de 3 500 kg pour un PTAC de 6 400 kg. Beaucoup d’autres versions suivirent jusqu’en 1939. Il sera le premier camion à être régulièrement importé en France.
Caractéristiques techniques du Fiat 621 de 1929 :
- Moteur Fiat 122A - 6 cylindres diesel de 2 516 cm3 - 44 ch - Vitesse max : 56 km/h
- PTAC : 4,8 t - Poids à vide : 2,96 t - Autonomie : 400 km sur route, 340 km en tout terrain

Depuis 1906, Fiat développait la motorisation diesel, en liaison avec l’ingénieur allemand Rudolf Diesel. C'est en 1908, que le premier moteur diesel, fut utilisé sur un navire. En 1918, sur un locotracteur. Et en 1919, Fiat présente le premier avion biplan AN1, avec un monomoteur diesel.
Mais il faudra attendre 1931 pour voir le premier camion avec un moteur diesel, le Fiat 632N (N qui veut dire Nafta/diesel en italien, ce signe figurera sur tous les camions Fiat de la série 600 "Baffo", jusqu’en 1975). Très beau camion dont les lignes inspireront Marius Berliet, animé par un moteur diesel 4 cylindres à injection directe de 5 570 cm3 à soupapes en tête développant 60 ch à seulement 1 800 tr/min, et d'une charge utile de 4 tonnes.
Le premier très gros porteur sera, en 1931, le Fiat 634N, équipé d’un moteur 6 cylindres de 8 355 cm3 développant 80 ch à 1 700 tr/min, et d'une charge utile de 6 tonnes. Ce camion deviendra un standard sur les routes des pays d’Europe car c’est le premier à offrir :
- des jantes type artillerie,
- une distribution électrique sous 24 volts,
- une couchette pour le chauffeur lors des longs parcours. Ce ne sera que 7 ans plus tard que Louis Renault offrira le même confort sur son nouveau camion 3 essieux, l’AFKD.

Le Fiat 618C est la version coloniale du camion civil 618 de 1934. Il fut produit à partir de 1935 pour l'armée italienne en vue de la campagne d'Afrique orientale italienne. 1 358 exemplaires du Fiat 618C furent utilisés sur le seul front nord et de nombreux autres en Somalie. Un problème de surchauffe du moteur amena Fiat à effectuer quelques modifications. Lors des exercices effectués en mai 1938 en Libye, le Fiat 618C fut jugé peu approprié pour une utilisation coloniale, à cause des grands rapports de transmission et d'une vitesse excessive ! Le camion fut néanmoins impliqué dans la guerre civile espagnole, où plus de 1 700 exemplaires furent utilisés. Ce fut l'occasion de différentes expérimentations sur le terrain, notamment l'installation d'une mitrailleuse pour en faire un véhicule de défense anti-aérien, mais il connut aussi des transformations en atelier de campagne, en ambulance, en dépanneuse ou encore en tracteur d'artillerie.
Le Fiat 618 fut produit en version ambulance « réglementaire », et fut utilisé non seulement par les unités du roi d’Italie mais aussi par la Milice, la Guardia di Finanza et enfin l’armée de l’air italienne. Bien que sa production ait cessé en 1937, en prévision de son remplacement par le SPA CL39, le Fiat 618M Colonial était encore en service au début de la Seconde Guerre mondiale. Il n'en reste aujourd’hui qu’un exemplaire conservé au Musée Historique de la motorisation militaire italienne.
En 1933, Fiat racheta une autre compagnie italienne OM avec les usines situées à Brescia et Suzzara. En 1935, un modèle fut introduit le Fiat SPA 38R, avec un moteur diesel de 4 litres, de 55 chevaux, une charge utile de 2.5 tonnes et une vitesse de 50 km/h. En 1937, l’Italie impose de nouvelles normes fixant les caractéristiques dimensionnelles de chaque catégorie de véhicule de transport. Pour les véhicules industriels, il existera 3 catégories, les légers, les moyens tonnages et les lourds.
Pour Fiat S.p.A., la première catégorie est très fournie, entre les véhicules dérivés des automobiles et les petits camions : Fiat 614 – Fiat 618 – Fiat 508 Balilla – Fiat 500 Topolino Belvedere – Fiat 508C (qui deviendra Simca 8 1100 et 1200 – etc., la seconde l’est aussi avec le nouveau Fiat 621, pour les lourds, le système cabine à capot devient défavorable.

### De 1939 à 1945, (la Seconde Guerre mondiale)
Dès 1939 Fiat présente un nouveau concept pour ses camions, la cabine avancée. Fiat reprenait l’idée de son premier Fiat 24HP de 1903. Cette nouveauté mondiale fera date et de nos jours, on s’étonne presque de croiser encore quelques rares camions à capot, comme les camions américains. Ces nouveaux poids lourds seront les maîtres de la route, les Fiat 625 de 3,5 tonnes de charge utile, Fiat 626N moyen tonnage et Fiat 666N gros porteur. La Seconde Guerre mondiale éclate en 1939, et Fiat, comme tous les constructeurs des pays en guerre, militarise ses productions. C'est la filiale S.P.A. qui construit toute la gamme lourde et les productions militaires. Le véhicule le plus typique de cette période est sans aucun doute le Fiat 727, véritable half-track d'infanterie à la ligue impressionnante avec ses énormes roues avant et son essieu arrière à chenilles.
Le Fiat 626N fut le premier et le plus diffusé des camions à cabine unifiée, construit à partir de 1939 et encore en production durant l'après-guerre. Lors de sa présentation aux autorités militaires en 1939, le Fiat 626N fut défini comme un camion moderne, consommant peu, sûr, doté d'un excellent rapport poids/puissance et capable d'être utilisé en partie en tout terrain. Mais son expérience en Afrique du Nord permit de régler un problème d'alimentation du moteur et de durée de vie lorsqu'il était dépourvu de filtres à huile. De nombreux 626N et NM furent également envoyés en Russie, mais ils se montrèrent peu adaptés au climat très rigoureux de l'hiver sibérien, malgré les modifications apportées par Fiat par rapport à la version civile.
Une version militaire motorisée à l'essence, le Fiat 626BLM, fut alors développée et largement utilisée, démontrant d’excellentes qualités, notamment grâce à la grande flexibilité de son moteur. En revanche, la version à 4 roues motrices du 626BLM, aux excellentes prestations, était encore au stade des essais lors de l'armistice. La version ambulance du Fiat 626N fut particulièrement diffusée au sein des unités sanitaires de l’armée du roi d’Italie. On peut également citer les versions camions-citernes et cuisines ambulantes de ces modèles.
Caractéristiques techniques :
- Moteur Fiat 326 - 6 cylindres diesel de 5 750 cm3 - 70 ch à 2 200 tr/min- Vitesse max : 63 km/h
- PTAC : 7,6 t - Poids à vide : 3,16 t.

Ce véhicule fut également utilisé dans d'autres armées : l'armée française en avait commandé 1 650 unités avant la guerre, mais seulement 700 lui furent livrés. Durant l'occupation allemande, une impulsion fut donnée au développement du Fiat 626 à gazogène. Une série, baptisée Fiat 626 BM et équipée d'une carrosserie Einheit, fut construite spécialement pour la Wehrmacht : 3 323 Fiat 626 furent livrés aux Allemands en 1944, et 23 en janvier 1945. Quelques-uns d'entre eux furent réutilisés par l'armée italienne après la débâcle allemande de 1945.
Le Fiat 666 N voit le jour en 1940. C'est une version lourde du Fiat 626N, qui est lui aussi employé sur le front de l'Est et en Afrique. La version à essence, le 666BM, n'entra jamais en production, contrairement à celle du 626, car elle n'a été homologuée qu'en juin 1943.
La version du Fiat 666 à 4 roues motrices, baptisée Fiat 665NM, partageait l'essentiel de ses composants avec le 666 pour faciliter l'entretien et les réparations, fut adoptée par la circulaire 71587/103.1.4 en date du 24 novembre 1942, en même temps que la version blindée du 665NM. Ce camion blindé était destiné à l'Afrique du Nord, d'où sa coloration jaune sable. 300 exemplaires de ce camion furent commandés, mais aucun ne vit les sables d'Afrique. 110 exemplaires avaient été livrés le 30 avril 1943, ce qui laisse supposer que la commande n'a pu être entièrement honorée avant l'armistice. Ceux qui furent pris en charge par l'armée italienne gagnèrent les Balkans, où l'activité partisane les rendait plus que jamais nécessaires. Peu après l'armistice, quelque 665NM blindés furent aperçus à Udine lors de leur retour de Yougoslavie, armés d'une mitrailleuse Breda 30 sur la cabine. Après septembre 1943, les forces armées de la RSI utilisèrent ce camion blindé, tout comme la Wehrmacht. En 1944, durant l'occupation allemande, 79 Fiat 666N et 2 Fiat 665N furent livrés à la Wehrmacht.
Caractéristiques techniques du Fiat 666 :
- Moteur Fiat 366 - 6 cylindres diesel de 9 365 cm3 - 105 ch à 2 000 tr/min - Vitesse max : 50 km/h
- PTAR : 22,2 t - Poids à vide : 6,0 t - Autonomie : 390 km sur route, 350 km en tout terrain

Les Fiat 626 N et Fiat 666 N ont connu un énorme succès commercial. Il n’est pas faux d’affirmer, comme l’ont dit les spécialistes de l’époque, qu’ils étaient sans concurrence. Déclinés dans toutes les versions possibles, 4x2, 4x4, 6x2, 6x4, et châssis pour autobus 666 RN, ces modèles vont imposer le servofrein pneumatique à tous leurs futurs concurrents ; ils sont dotés de moteurs robustes, fiables, performants et sobres, des 6 cylindres respectivement de 5 750 cm3 et 9 365 cm3.
Durant l’année 1942, Fiat V.I. va commercialiser le premier véhicule électrique, le camion léger Fiat 621E qui aura également une version gazogène. Fiat offrira aussi une version gazogène pour le Fiat 634, très répandu, mais également une version gaz naturel, le Fiat 634G.
Durant les premières années de la guerre, la production dans les usines Fiat et SPA n’a jamais cessé de croître. Mais le 21 novembre 1942, l’usine Fiat SPA de Stura, dans la banlieue de Turin, est bombardée et quasiment entièrement détruite. En 1943, c’est l’usine de Mirafiori qui est durement touchée. Fiat ne dispose alors que des seules usines situées dans la ville de Turin, comme le Lingotto qui sera malgré tout endommagé lors d’un bombardement en mars 1944 par l’armée américaine. En juin 1944, c’est à nouveau l’usine de Mirafiori, qui avait été en partie reconstruite, à être à nouveau bombardée et détruite.

### De 1945 à 1975
Il faudra attendre 1950 pour que Vittorio Valletta, devenu président et administrateur délégué du groupe Fiat S.p.A. déclare que l'entreprise Fiat est reconstruite.
Malgré la grave crise financière et morale qui suivit la fin de la guerre, Fiat avait gardé actifs ses bureaux d’études et mis au point un plan de relance avec de nouveaux modèles automobiles, camions, tracteur agricole, engins de travaux publics, trains, avions et autobus. En fait plus que jamais le slogan « Terre, Mer Ciel » se confirmait.
À partir de 1948, les nouveaux modèles moyens tonnage et lourds avec cabine avancée dite unifiée, voient le jour :
- les moyens tonnages Fiat 639, Fiat 640, Fiat 642, et Fiat 643, équipés d’un moteur Fiat 364 à 6 cylindres de 6 032 cm3 et 72 ch à 2 200 tr/min,
- les lourds Fiat 670 – Fiat 680, équipés du moteur Fiat 368 à 6 cylindres de 10 170 cm3 à 1 800 tr/min.

Le petit Fiat 615 est également une nouveauté mais il garde une cabine semi-reculée.
En 1951, Fiat inaugure une nouvelle usine de camions avec la création de DINA SA au Mexique en liaison avec le gouvernement mexicain, mais en 1960, l'entreprise italienne abandonne sa participation.
En 1952, l’Italie modifie son code de la route et impose de nouvelles prescriptions. C’est dans ce cadre qu’apparaît un tout nouveau modèle qui va être le camion le plus réputé du monde, le Fiat 682N, surnommé le roi de l’Afrique. D'abord présenté en version porteur de 14 t, comme le veut le nouveau code de la route italien, il inaugure une nouvelle cabine avancée, la fameuse cabine Fiat « baffo » - aux « moustaches ».
Le Fiat 682 sera ensuite décliné en version 6x2 et tracteur 4x2 en 1953. Ces camions lourds sont équipés d’un moteur Fiat 203 aux caractéristiques inégalées, 6 cylindres en ligne de 10 676 cm3 et 140 ch à 900 tr/min.
Ce moteur sera le premier d’une grande lignée qui a équipé il y a encore peu certains camions Fiat fabriqués au Brésil et en Australie, le moteur Fiat 8210 de 13 798 cm3 pouvant développer 400 ch à 1 800 tr/min et un couple maxi à 900 tr/min.
Le Fiat 682 connaîtra 4 séries, N à N4 (le N1 n'a jamais existé) et sera présent au catalogue pendant 32 ans.
En 1958, deux modèles à capot furent produits chez UNIC, le C40 et le C50, de 4 et 5 tonnes de charge utile. Ils restèrent très peu de temps au catalogue.
Nota : en Italie, les camions de cette époque ont une charge à l’essieu de 10 t ce qui autorise :
- 14 t pour un 4x2,
- 18 t pour un 6x2 inversé,
- 26 t pour un 6x4 et 30 t pour les véhicules de chantier Mezzo d'Opera, 50 t en convoi exceptionnel
- 22 t pour les 8x2. Si l’on ajoute une remorque, on double le PTR pour atteindre 44 t pour un 8 essieux.

Dans ce panorama général, il ne faut pas oublier les « milles pattes », comme ils ont été baptisés en France, soit les Fiat 690 et leurs successeurs les Fiat 691.
Les professionnels français ont souvent été amusés par ces convois étranges avec un porteur à 4 essieux et une remorque à 4 essieux également, souvent plus longue que le camion, soit un total de 8 essieux avec deux barres blanches ou rouges à l’avant et l’arrière des camions italiens. Ils devenaient rapidement admiratifs lorsqu'ils apprenaient qu’ils chargeaient légalement 44 tonnes mais souvent plus de 60 t et disposaient en série d’un moteur de 240 ch alors qu’eux, avec leur Berliet ou SAVIEM ne chargeaient que 35 t et ne disposaient que de 180 voire 200 ch tout au plus. À cette époque, rares étaient les camions autres que les Fiat, OM ou Lancia qui grimpaient les cols du Mont-Cenis, du Petit ou du Grand-Saint-Bernard pour transiter en Italie, avec un PTR de 44 tonnes, et souvent beaucoup plus, car très souvent en forte surcharge.
Les Fiat 690 étaient livrés avec un moteur diesel Fiat 8210, en 6x2 inversé et recevaient le quatrième essieu auto directeur arrière chez les carrossiers italiens spécialisés pour devenir des 8x2, ce dernier essieu étant aussi relevable.
Dans cette lignée de très gros porteur apparaît le Fiat 693, en configuration de 6x4 de chantier. Ce camion ne sera décliné qu’en version porteur ou tracteur 6x4. Il sera remplacé en 1972 par le Fiat 697 avec la cabine avancée Type H, en configuration benne et bétonnière de 9 m3 avec pompe à béton.
En 1966, Fiat V.I. intègre la firme française UNIC. En 1969, c'est le groupe Lancia, automobiles et poids lourds, qui sera racheté par Fiat.
En 1970, un nouveau camion lourd est lancé, le Fiat 619N, en configuration porteur 4x2, de 19 tonnes de PTAC, et le Fiat 619T, en tracteur routier pour semi-remorque. En 1974, Fiat rachète Magirus-Deutz et le 1er janvier 1975, IVECO est créé avec le regroupement de Fiat V.I., OM, Lancia, Unic et Magirus Deutz AG. Mais le nom Fiat sera utilisé jusqu'à ce que le nom IVECO soit enregistré comme marque commerciale en 1982.
En 1975, le code de la route italien évolue et adopte les valeurs des poids et charges de ce qui aurait dû être le nouveau code européen qui fait passer les charges à 12 t à l’essieu mais avec un rapport poids/puissance minimum de 8 ch/t, ce qui explique les 352 ch = 44 t x 8 ch. Cela donne :
- 18 t pour un 4x2,
- 24 t pour un 6x2,
- 30 t pour un 6x4 de route et 33 t en version Mezzo d'Opera pour les véhicules de chantier, camion-benne et bétonnière, équipés de 2 gyrophares sur le toit de la cabine,
- 36 t pour un 8x4 ou 8x8 en version route, 40 t en version Mezzo d'Opera,
- 44 t pour un porteur avec remorque ou un semi remorque sur 5 essieux en version route, 56 t en version Mezzo d'Opera,
- 72 t en convoi exceptionnel sans escorte mais avec autorisation,
- 120 t en convoi exceptionnel avec escorte et autorisation uniquement sur les parcours adaptés.

Cette série 600 de camions des années 1960 à 1974, sera qualifiée d’indestructible par ses utilisateurs. Il n’est pas rare d’en voir encore sur les routes italiennes mais surtout en Afrique et en Asie, souvent dans de piètres états mais toujours en service régulier pour des utilisations lourdes et contraignantes.

## Liste des poids lourds FIAT

### Les véhicules avant 1930
| Modèle                     | Type                                      | Années de production | Type moteur            | Cylindrée (cm3) | Puissance (ch DIN à tr/min) | PTC (tonnes) | Charge utile (tonnes) |
| -------------------------- | ----------------------------------------- | -------------------- | ---------------------- | --------------- | --------------------------- | ------------ | --------------------- |
| 24 HP                      | Châssis                                   | 1903 – 1905          | Fiat 24 HP             | 6 370           | 24 à 800                    | 6,0          | 4,0                   |
| 18/24 HP                   | Châssis                                   | 1906 - 1910          | Fiat 18-24 HP          | 4 500           | 24 à 1 400                  | 3,45         | 2,0                   |
| 28/40 HP                   | Camion, Châssis                           | 1907 - 1910          | Fiat 28-40 HP          | 7 363           | 40 à 1 200                  | 6,5          | 4,0                   |
| Tipo 1F - 12/15 HP         | Camionnette                               | 1908 - 1910          | Fiat 12-15 HP          | 1 847           | 15 à 1 700                  | 1,25         | 0,52                  |
| Tipo 1F(A)-12/15 HP        | Fourgonnette                              | 1912 - 1915          | Fiat 51 A              | 1 847           | 18 à 1 700                  | 1,5          | 0,85                  |
| 15/20 HP "Brevetti Tipo 2" | Châssis                                   | 1909 - 1910          | Fiat Brevetti 15-20 HP | 3 052           | 16 à 1 600                  | 2,0          | 1,2                   |
| Tipo 2F - 15/20 HP         | Châssis, Autobus                          | 1914 - 1921          | Fiat 52 A              | 2 813           | 20 à 1 800                  | 1,8          | 1,0                   |
| Tipo 2F(A) - 15/25 HP      | Châssis, Autobus                          | 1912 - 1921          | Fiat 52 B              | 2 813           | 20 à 1 800                  | 1,8          | 1,0                   |
| 15 Bis                     | Camion, Châssis Autobus, Ambulance        | 1911 - 1912          | Fiat 15-20 HP          | 3 052           | 20 à 1 500                  | 2,5          | 1,5                   |
| 15 TER                     | Camion, Châssis Autobus, Ambulance        | 1913 - 1922          | Fiat 53 A              | 4 398           | 40 à 1 800                  | 2,85         | 1,5                   |
| AMO-ZIL F15                | Fabrication licence Fiat 15 TER en Russie | 1924 - 1931          | Fiat 53A               | 4 398           | 35 à 1 800                  | 3,0          | 1,85                  |
| Tipo 16                    | Camion, Châssis                           | 1911 - 1912          | Fiat 15-20 HP          | 6 842           | 45 à 1 000                  | 10,9         | 7,0                   |
| Tipo 17A                   | Châssis                                   | 1912 - 1913          | Fiat 63                | 3 222           | 25 à 1 200                  | 3,4          | 2,0                   |
| 18                         | Châssis                                   | 1911 - 1913          | Fiat 64                | 5 104           | 35 à 1 200                  | 5,0          | 3,0                   |
| Tipo 18 M                  | Châssis, Autobus                          | 1913 - 1914          | Fiat 64                | 5 104           | 35 à 1 300                  |              |                       |
| 18 BL                      | Châssis, Autobus                          | 1914 - 1921          | Fiat 64 CA             | 5 654           | 38 à 1 300                  | 7,3          | 3,5                   |
| 18 BLR                     | Châssis                                   | 1914 - 1921          | Fiat 64 DA             | 6 230           | 40 à 1 300                  | 8,5          | 4,2                   |
| Tipo 18 BC                 | Châssis                                   | 1915 - 1919          | Fiat 64 BA             |                 | 25 à 1 300                  | 5,9          | 3,5                   |
| 18 P                       | Châssis                                   | 1915 - 1920          | Fiat 53 A              |                 | 40                          |              |                       |
| Tipo 19                    | Châssis,                                  | 1911 - 1912          | Fiat 64                | 5 104           | 35 à 1 300                  | 9,1          | 5,0                   |
| Tipo 30                    | Châssis                                   | 1915 - 1915          | Fiat 67                | 10 618          | 60                          | 12,0         | 7,0                   |
| 20 B                       | Châssis                                   | 1915 - 1920          | Fiat 67                | 10 618          | 65 à 1 200                  | 10,5         | 4,0                   |
| 502 F                      | Fourgonnette, Châssis                     | 1923 - 1926          | Fiat 101               | 1 460           | 23 à 2 600                  | 1,8          | 0,8                   |
| 503 F                      | Fourgonnette, Châssis                     | 1926 - 1928          | Fiat 103               | 1 460           | 27 à 3 000                  | 1,8          | 0,8                   |
| 505 F                      | Fourgonnette, Châssis                     | 1923 - 1926          | Fiat 105               | 2 296           | 33 à 2 500                  | 3,1          | 1,2                   |
| 507 F                      | Fourgonnette, Châssis                     | 1927 - 1928          | Fiat 107               | 2 296           | 35 à 2 600                  | 3,0          | 1,2                   |
| 507 FA                     | Fourgonnette, Châssis                     | 1928 - 1929          | Fiat 107               | 2 296           | 35 à 2 600                  | 3,1          | 1,5                   |
| 509 F                      | Fourgonnette, Châssis                     | 1925 - 1927          | Fiat 109               | 990             | 22 à 3 400                  | 1,1          | 0,4                   |
| 603 / 603 F                | Camion, Châssis, Autobus                  | 1925 - 1929          | Fiat 107               | 2 296           | 35 à 2 600                  | 4,3          | 2,0                   |
| 603 S                      | Autobus                                   | 1925 - 1926          | Fiat 112               | 3 446           | 46 à 2 400                  |              | 23 places assises     |
| 605                        | Camion, Châssis                           | 1926 - 1929          | Fiat 112               | 3 446           | 46 à 2 400                  | 4,6          | 2,7                   |
| 605 S                      | Autobus                                   | 1927 - 1929          | Fiat 125               | 3 739           | 69 à 3 200                  |              | 27 places assises     |

### Les véhicules entre 1930 et 1948
| Modèle                | Type                                         | Années de production | Type moteur | Cylindrée (cm3) | Puissance (ch DIN) | PTC (tonnes) |
| --------------------- | -------------------------------------------- | -------------------- | ----------- | --------------- | ------------------ | ------------ |
| Fiat 614              | Petit camion sur base 514 - Châssis          | 1930 - 1934          | 114         | 1 438           | 28                 | 1,0          |
| Fiat 618              | Remplace le 614, Châssis                     | 1934 - 1937          | 118         | 1 758           | 38                 | 1,25         |
| Fiat 618              | Variante moteur                              | 1934 - 1937          | 118 A       | 1 943           | 43                 | 1,25         |
| Fiat 618 - M/C        | Version militaire / coloniale                | 1934 - 1937          | 118 A       | 1 943           | 43                 | 1,34         |
| Fiat 621              | Camion, Châssis                              | 1929 - 1931          | 121         | 2 516           | 45                 | 1,7          |
| Fiat 621 L            | Camion, Châssis                              | 1930 - 1935          | 122 A       | 2 516           | 45                 | 2,3          |
| Fiat 621 P (6x2)      | Camion, Châssis - 3 essieux                  | 1930 - 1934          | 122 A       | 2 516           | 45                 | 3,5          |
| Fiat 621 N & PN (6x2) | 1er camion Fiat avec moteur diesel           | 1929 - 1931          | 324         | 4 580           | 53                 | 2,64         |
| Fiat 621 N            | Camion, Châssis                              | 1934 - 1939          | 324         | 4 580           | 53                 | 2,64         |
| Fiat 621 PN (6x2)     | Camion, Châssis                              | 1934 - 1939          | 324         | 4 580           | 53                 | 3,64         |
| Fiat 621 E            | Moteur électrique                            | 1938 – 1939          |             |                 |                    |              |
| Fiat 621 RG           | Gazogène                                     | 1938 – 1939          |             |                 |                    |              |
| Fiat 632 N            | 1er camion gros porteur Fiat, Châssis        | 1931 - 1932          | 350         | 5 540           | 55                 | 4,0          |
| Fiat 632 RN           | Camion, Châssis                              | 1933 - 1933          | 350 C       | 5 540           | 60                 | 3,5          |
| Fiat 632 N            | Camion, Châssis                              | 1933 - 1934          | 350 C       | 5 540           | 60                 | 5,0          |
| Fiat 633 N            | Camion, Châssis                              | 1934 - 1936          | 351 C       | 5 540           | 60                 | 5,1          |
| 633 NM                | version militaire                            | 1935 - 1935          | 350 C       | 5 540           | 59                 | 5,0          |
| Fiat 633 GM           | gazogène                                     | 1935 - 1936          | 250 G       | 6 647           | 54                 | 5,0          |
| Fiat 633 BM           | moteur essence                               | 1936 - 1938          | 250 M       | 6 647           | 80                 | 5,14         |
| Fiat 634 N            | Camion, Châssis                              | 1931 - 1932          | 355         | 8 312           | 75                 | 6,14         |
| Fiat 634 N            | Camion, Châssis                              | 1933 - 1939          | 355A        | 8 355           | 80                 | 7,64         |
| Fiat 634 G            | gazogène                                     | 1934 - 1939          | 255 G       | 9 972           | 80                 | 6,74         |
| Fiat 635              | Autocar 30 pl Luxe / 35 normal - essence     | 1931 - 1939          | Ceirano     | 5 262           |                    |              |
| Fiat 635 R            | Autobus grandes lignes                       | 1932 - 1939          |             | 6 220           |                    |              |
| Fiat 635 RC           | Autobus grandes lignes                       | 1938 - 1939          | 255         | 9 972           | 125                |              |
| Fiat 635 RN           | Autobus grandes lignes - Moteur diesel       | 1936 - 1939          | 355         | 8 355           | 80                 |              |
| Fiat 635 RG           | Autobus grandes lignes - Gazogène            | 1938 - 1939          | 255 G       | 9 972           | 80                 |              |
| Fiat 626 N            | Moteur diesel inj. directe - Camion, Autobus | 1939 - 1940          | 326         | 5 750           | 70                 | 6,7          |
| Fiat 626 NC           | Colonial                                     | 1939 - 1940          | 326         | 5 750           | 70                 | 7,1          |
| Fiat 626 NL           | À partir 1945, aussi tracteur semi remorques | 1940 - 1948          | 326         | 5 750           | 70                 | 7,6          |
| Fiat 626 NL           | Militaire                                    | 1940 - 1945          | 326         | 5 750           | 56                 | 7,1          |
| Fiat 626 BL           | Militaire                                    | 1941 - 1945          | 226         | 5 750           | 70                 | 7,1          |
| Fiat 626 RB           | Empattement long                             | 1941 - 1942          | 226         | 5 750           | 75                 | 7,1          |
| Fiat 665 NM           | Version militaire                            | 1942 - 1944          | 366         | 9 365           | 110                | 12,4         |
| Fiat 666 N            | Camion lourd, Autobus                        | 1939 - 1946          | 366         | 9 365           | 100                | 12,2         |
| Fiat 666 NM-RA        | Camion lourd, Autobus                        | 1940 - 1945          | 366         | 9 365           | 105                | 12,0         |
| Fiat 666 NM-RE        | Camion lourd, Autobus                        | 1940 - 1945          | 366         | 9 365           | 95                 | 12,0         |
| Fiat 666 N7           | Moteur D inj. directe, 4 V, Camion, Autobus  | 1946 - 1948          | 366/45      | 9 365           | 113                | 13,4         |

### Les véhicules légers entre 1950 et 1968
| Modèle        | Type                                      | Années de production | Type moteur | Cylindrée (cm3) | Puissance (ch DIN) | PTC (tonnes) |
| ------------- | ----------------------------------------- | -------------------- | ----------- | --------------- | ------------------ | ------------ |
| 615 Tipo 2102 | Camion léger, Châssis cabine, Fourgon     | 1951 - 1952          | 101.005     | 1 395           | 39                 | 3,1          |
| 615 N         | Châssis cabine                            | 1952 - 1956          | 305.010     | 1 901           | 40                 | 3,2          |
| 615 N         | Nouveau moteur                            | 1956 - 1960          | 305 B       | 1 901           | 43                 | 3,2          |
| 615 N         | Fourgon                                   | 1956 - 1960          | 305 B       | 1 901           | 43                 | 3,3          |
| 615 N1        | Nouvelle version                          | 1960 - 1965          | 305 D       | 1 901           | 47                 | 3,5          |
| 615 N1        | Fourgon                                   | 1960 - 1965          | 305 D       | 1 901           | 47                 | 3,5          |
| 616 N         | Nouveau modèle                            | 1965 - 1966          | 230 A       | 2 693           | 51                 | 3,5          |
| 616 N1        | Nouvelle version                          | 1966 - 1968          | 230 A       | 2 693           | 51                 | 3,5          |
| Zastava 615B  | Fiat 615, moteur 1,9 l de Fiat Campagnola | 1956 - 1965          | 105 A/105 B | 1 901           | 47                 | 3.2          |
| Fiat 616      | Nouveau modèle - cabine carrée à capot    | 1968 - 1978          | 237 G       | 2 125           | 65                 | 3,5          |
| 616 N2        | Moteur diesel 3 cylindres                 | 1968 - 1971          | 803 A       | 2 339           | 51                 | 3,5          |
| 616 N2/4      | Moteur 4 cylindres                        | 1969 - 1971          | 804 A       | 3 119           | 70                 | 3,5          |
| 616 N3        | Nouveau moteur 3 cyl.                     | 1972 - 1978          | 8030        | 2 592           | 61,5               | 3,5          |
| 616 N3/4      | Moteur 4 cylindres                        | 1972 - 1978          | 8040.02     | 3 456           | 81.5               | 3,5          |
| Fiat 616      | Charge utile supérieure                   | 1972 - 1978          | 237 G       | 2 125           | 65                 | 3,9          |
| 616 N3        | Moteur 3 cylindres                        | 1972 - 1978          | 8030        | 2 592           | 61,5               | 3,9          |
| 616 N3/4      | Moteur 4 cylindres                        | 1972 - 1978          | 8040.02     | 3 456           | 81.5               | 3,9          |
| 616 N3 - L    | Version 2,8 t                             | 1972 - 1978          | 8030        | 2 592           | 61,5               | 2,8          |
| 616 N3/4 - L  | Version 2,8 t                             | 1972 - 1978          | 8040.02     | 3 456           | 81.5               | 2,8          |
| 625 N         | Moyen tonnage, cabine doubles phares      | 1965 - 1966          | 230         | 2 693           | 66                 | 4,6          |
| 625 N         | Fourgon                                   | 1965 - 1966          | 230         | 2 693           | 66                 | 4,6          |
| 625 N1        | Nouvelle version                          | 1966 - 1967          | 230         | 2 693           | 66                 | 4,6          |
| 625 N1        | Fourgon                                   | 1966 - 1967          | 230         | 2 693           | 66                 | 4,6          |
| 625 N2        | Nouveau moteur                            | 1967 - 1970          | 804 A       | 3 119           | 70                 | 4,7          |
| 625 N2        | Fourgon                                   | 1967 - 1970          | 804 A       | 3 119           | 70                 | 4,7          |
| 625 N3        | Nouveau moteur                            | 1970 - 1972          | 8040.02     | 3 455           | 81,5               | 4,9          |
| 35/40         | Successeur de l'OM Orsetto                | 1973 - 1980          | 8040.02     | 3 456           | 81                 | 3,5          |
| 40 NC         | Successeur OM Cerbiatto                   | 1972 - 1975          | 8040.02     | 3 456           | 81                 | 4,0          |
| Zastava 635   | Licence Fiat/OM, camion                   | 1973 - 1987          | 8040.02     | 3 456           | 81                 | 3,5 / 4,0    |
| C 40N         | Camion châssis cabine origine UNIC        | 1958 - 1959          | 213 - 6 cyl | 4 678           | 90                 | 7,5          |
| C 50N         | Camion châssis cabine origine UNIC        | 1959 - 1960          | 213 - 6 cyl | 4 678           | 90                 | 8,7          |

### La gamme moyenne entre 1950 et 1972

#### Camions de moins de 10 tonnes
| Modèle                                                       | Années de production | Type moteur | Cylindrée (cm3) | Puissance (ch DIN) | PTC (tonnes) |
| ------------------------------------------------------------ | -------------------- | ----------- | --------------- | ------------------ | ------------ |
| Fiat 639 N - 4x4 Camion, châssis - idem Fiat 640N en 4x4     | 1950 - 1952          | 364 Var. 8  | 6 032           | 72                 | 8,455        |
| Fiat 639 N CM 50 - 4x4 militaire                             | 1950 - 1952          | 364 Var. 8  | 6 032           | 72                 | 8,5          |
| Fiat 639 N1 - 4x4                                            | 1952 - 1955          | 364 A       | 6 650           | 92                 | 9,9          |
| Fiat 639 N CM 52 - 4x4 militaire                             | 1952 - 1955          | 364 A       | 6 650           | 92                 | 10           |
| Fiat 639 N2 civil - 4x4 nouvelle cabine                      | 1955 - 1961          | 364 A       | 6 650           | 92                 | 9,9          |
| Fiat 639 N2 CM 55 (Tipo 6600) 4x4 militaire                  | 1955 - 1976          | 364 A       | 6 650           | 92                 |              |
| Fiat 639 N2 CM 56 (Tipo 6601) 6x6 militaire                  | 1956 -               | 203.0 /.1   | 10 676          | 220                | 16,0         |
| Fiat 639 N3 (4x4) militaire export                           | 1969 - 1976          | 364 A./60   | 7 298           | 120                | 11,6         |
| Fiat 645 N                                                   | 1959 - 1967          | 213         | 4 678           | 90                 | 8,0          |
| Fiat 645 N - Export PTR 14,8 t avec remorque (90 DIN/99 SAE) | 1959 - 1967          | 213         | 4 678           | 90                 | 8,5          |
| Fiat 645 N militaire                                         | 1959 - 1967          | 213         | 4 678           | 90                 |              |
| Fiat 645 N1                                                  | 1967 - 1969          | 806 A       | 4 678           | 100                | 8,0          |
| Fiat 645 N2 nouvelle cabine                                  | 1969 - 1973          | 806.001     | 4 678           | 110                | 8,0          |

#### Camions de plus de 10 tonnes
| Modèle                                 | Années de production | Type moteur | Cylindrée (cm3) | Puissance (ch DIN) | PTC (tonnes) |
| -------------------------------------- | -------------------- | ----------- | --------------- | ------------------ | ------------ |
| Fiat 650 E Export (95-100 ch)          | 1960 - 1965          | 213         | 4 678           | 95                 | 10,5         |
| Fiat 650 E - 18 t avec remorque        | 1965 - 1967          | 213 A       | 4 678           | 97                 | 10,95        |
| Fiat 650 E (97 à 100 ch DIN)           | 1965 - 1967          | 213 A       | 4 678           | 100                | 10,95        |
| Fiat 650 E1 empattement court          | 1967 - 1969          | 806 A       | 4 678           | 100                | 10,95        |
| Fiat 650 E1 empattement long           | 1967 - 1969          | 806 A       | 4 678           | 100                | 10,95        |
| Fiat 650 N idem 645 N Charge Utile 5 t | 1960 - 1967          | 213         | 4 678           | 90                 | 8,5          |
| Fiat 650 N1                            | 1967 - 1969          | 806 A       | 4 678           | 100                | 8,55         |
| Fiat 650 N2 nouvelle cabine            | 1969 - 1970          | 806.001     | 4 678           | 110                | 8,65         |
| Fiat 650 N2 - Export 7,5 t             | 1969 - 1970          | 806.001     | 4 678           | 110                | 7,49         |
| Fiat 655 N                             | 1969 - 1970          | 806.001     | 4 678           | 110                | 9,25         |
| Fiat 650 N3                            | 1970 - 1973          | 8060        | 5 184           | 122                | 9,6          |
| Fiat 662 N                             | 1963 - 1967          | 213 A.      | 4 678           | 100                | 10,0         |
| Fiat 662 N1                            | 1967 - 1969          | 806 A       | 4 678           | 100                | 10,0         |
| Fiat 662 N1 P chantier                 | 1967 - 1969          | 806 A       | 4 678           | 100                | 10,0         |
| Fiat 662 N1 PR avec remorque           | 1967 - 1969          | 806 A       | 4 678           | 100                | 9,4 / 18,0   |
| Fiat 662 N2 nouvelle cabine            | 1969 - 1970          | 806.001     | 4 678           | 110                | 11,0         |
| Fiat 662 N2 châssis pour autobus       | 1969 - 1970          | 806.001     | 4 678           | 110                | 11,0         |
| Fiat 662 N2 - Export chantier          | 1969 - 1970          | 806.001     | 4 678           | 110                | 8,99         |
| Fiat 662 N2P chantier                  | 1969 - 1970          | 806.001     | 4 678           | 110                | 11,0         |
| Fiat 662 N2PR avec remorque            | 1969 - 1970          | 806.001     | 4 678           | 110                | 11,0 / 20,0  |
| Fiat 662 N3                            | 1970 - 1973          | 8060.02     | 5 184           | 122                | 11,0         |
| Fiat 662 N3P                           | 1970 - 1973          | 8060.02     | 5 184           | 122                | 11,0         |
| Fiat 662 T Tracteur semi remorques     | 1969 - 1970          | 806.001     | 4 678           | 110                | 18,0         |
| Fiat 662 T1 tracteur semi remorques    | 1970 - 1973          | 8060.02     | 5 184           | 122                | 18,0         |
| Fiat 672 N                             | 1970 - 1972          | 8060.02     | 5 184           | 122                | 10,99        |

### Les véhicules OM de la gamme moyenne
Jusqu'en 1973, les véhicules de moins de 10 t de PTC produits par OM sont fabriqués et commercialisés en Allemagne sous le nom Büssing-OM ; en Suisse Saurer-OM  ; en Autriche Steyr-OM et en France UNIC-OM.
- OM Leoncino : 1950 - 1972
- OM Lupetto : 1958 - 1972
- OM Tigrotto : 1957 - 1972
- OM Cerbiatto : 1963 - 1972
- OM Orsetto : 1966 - 1972
- OM Daino : 1967 - 1972

Sous forme de châssis pour recevoir une carrosserie bus spécifique, ramassage scolaire ou mini/midibus.
Cette série baptisée zoologique sera remplacée par la gamme Fiat-OM série « S »  50 - 100. Fabriquée dans l'usine OM de Brescia, avec des moteurs OM et Fiat. Vendus sous les labels Fiat, OM et OM/UNIC aux appellations classiques Fiat V.I. qui reprennent le PTC en quintaux.
À partir de 1975, ils sont aussi vendus par Magirus-Deutz, des versions spécifiques pour les pays du nord sont équipées de moteurs Deutz, types 50, 60, 75.
La série existera en version double et triple cabine.
À partir de 1976, les cabines sont basculables. Vendus en Suisse sous le label Saurer-OM, types 110,130,150, et également construits en Autriche par Steyr-OM.
| Modèle      | Type                                | Années de production | Type moteur | Puissance (ch DIN) | PTC (tonnes) | Nb places |
| ----------- | ----------------------------------- | -------------------- | ----------- | ------------------ | ------------ | --------- |
| Fiat-OM 50N | ex OM Lupetto 25                    | 1972 - 1974          | 8040 .02    | 81,5               | 4,9          | 20/25     |
| 55 N        | ex OM Lupetto 27                    | 1973 - 1976          | 8040 .02    | 81,5               | 5,6          | 20/25     |
| 65 N        | ex OM Leoncino 30 - Version < 6 t   | 1973 - 1976          | CO 3 /41    | 90                 | 6,0          | 20/25     |
| 65 N        | ex OM Leoncino 35                   | 1973 - 1976          | CO 3 /41    | 90                 | 6,5          | 20/25     |
| 70 N        | ex OM Daino 40                      | 1973 - 1976          | CO 3 /41    | 90                 | 7,0          |           |
| 75 N        | ex OM Daino 45                      | 1973 - 1976          | CO 3 /41    | 90                 | 7,5          | 25        |
| Fiat-OM 80N | ex OM Tigrotto 50 - Version < 7,5 t | 1972 - 1976          | 8060 .02    | 122                | 7,5          | 30        |
| 80 N        | ex OM Tigrotto 50 - et ex Fiat 645  | 1972 - 1976          | 8060 .02    | 122                | 8,2          | 30        |
| 90 N        | ex OM Tigrotto 55                   | 1972 - 1976          | 8060 .02    | 122                | 8,8          |           |
| 100 E       | ex OM Tigrotto 65                   | 1973 - 1976          | 8060 .02    | 122                | 10,0         |           |

### La série Fiat PC 4x4
Série PC - Véhicule 4x4 tout terrain civil et militaire - Fabriqué dans l'usine Lancia Veicoli Speciali de Bolzano
| Modèle                                       | Années de production | Type moteur | Puissance (ch DIN) | PTC (tonnes) |
| -------------------------------------------- | -------------------- | ----------- | ------------------ | ------------ |
| Fiat 75 PC (4x4)                             | 1975 - 1979          | 8060 .02    | 122                | 7,9          |
| Fiat 90 PC (4x4)                             | 1975 - 1979          | 8060 .02    | 122                | 9,2          |
| Fiat FNM 70 - (Fiat 625 construit au Brésil) | 1973                 | CO 3 /41    | 90                 | 7,0          |

### Les véhicules spéciaux avant 1950
| Modèle                                                        | Années de production | Type moteur  | Cylindrée (cm3) | Puissance (ch DIN) | PTC (tonnes) |
| ------------------------------------------------------------- | -------------------- | ------------ | --------------- | ------------------ | ------------ |
| Fiat SPA 36R 4x2                                              | 1933 - 1934          | Fiat 18      | 4 226           | 50                 | 4,5          |
| SPA TL 37 4x4                                                 | 1937 - 1947          | Fiat 18 TL   | 4 053           | 57                 | 4,5          |
| FIAT TL 37 4x4 civil                                          | 1947 - 1948          | Fiat 18 TL   | 4 053           | 57                 | 4,5          |
| SPA TL 37 4x4                                                 | 1937 - 1948          | Fiat 18 TL   | 4 053           | 60                 | 4,1          |
| SPA T 40 4x4                                                  | 1941 - 1948          | Fiat 366     | 9 365           | 108                | 8,2          |
| FIAT T 40 civil                                               | 1947 - 1948          | Fiat 366     | 9 365           | 108                | 8,2          |
| Fiat SPA 38R                                                  | 1936 - 1944          | Fiat 18 R    | 4 053           | 55                 | 5,9          |
| SPA 38 RA                                                     | 1936 - 1944          | Fiat 18 R    | 4 053           | 55                 | 5,9          |
| SPA 39 R / 45                                                 | 1945 - 1947          | Fiat 18 R    | 4 053           | 60                 | 6,1          |
| FIAT 45 civil                                                 | 1947 - 1948          | Fiat 18 R    | 4 053           | 60                 | 6,1          |
| SPA CL39 - brevet OM                                          | 1940 - 1945          | Fiat SPA CLF | 1 628           | 25                 | 2,7          |
| SPA CL 39 Colonial                                            | 1940 - 1945          | Fiat SPA CLF | 1 628           | 25                 | 2,8          |
| SPA 727 avec chenilles arrière. Licence cédée à Krauss Maffei | 1943 - 1945          |              |                 |                    |              |
| Fiat Dovunque 33 (6x4) (Fiat 612) - 3 essieux                 | 1932 - 1936          | Fiat 122B    | 2 953           | 46                 | 5,8          |
| SPA Dovunque 35 (6x4)                                         | 1936 - 1948          | Fiat 18 D    | 4 053           | 60                 | 7,4          |
| SPA Dovunque 41 (6x4 & 6x6)                                   | 1943 - 1945          | Fiat 366     | 9 365           | 115                | 15,3         |
| SPA 10.000 (6x4 & 6x2)3 essieux - dérivé du DOV 41            | 1945 - 1947          | Fiat 366     | 9 365           | 113                | 18,1         |
| FIAT A 10000 (6x4) civil - Moteur 4 soupapes                  | 1947 - 1948          | Fiat 366/45  | 9 365           | 108                | 18,0         |

### Véhicules militaires, spéciaux et de chantier après 1950
| Modèle                                                                                      | Années de production | Type moteur | Cylindrée (cm3) | Puissance (ch DIN) | PTC (tonnes) |
| ------------------------------------------------------------------------------------------- | -------------------- | ----------- | --------------- | ------------------ | ------------ |
| SPA DOV. 50 (6x4 & 6x6) construction Dovunque 41                                            | 1950 - 1951          | 368 Var.18  | 10 170          | 110                | 13,8         |
| SPA DOV. 50 (6x4 & 6x6) empattement long                                                    | 1950 - 1951          | 368 Var.18  | 10 170          | 110                | 14,2         |
| Fiat TM 48 ex S.P.A. tracteur d'artillerie                                                  | 1948 - 1953          | 368 Var 8   | 10 170          | 110                | 8,2          |
| Fiat TP 50 tracteur d'artillerie                                                            | 1953 - 1954          | 203.0 /18   | 10 170          | 110                | 14,2         |
| Fiat TM 53 tracteur d'artillerie                                                            | 1953 – 1954          |             |                 |                    |              |
| Fiat 639 N CM 50 - 4x4 version militaire, camion OTAN                                       | 1950 - 1952          | 364.8       | 6 032           | 72                 | 8,5          |
| Fiat 639 N CM 52 - 4x4 normes OTAN                                                          | 1952 - 1955          | 364A        | 6 650           | 92                 | 9,9          |
| Fiat 639 N2 CM 55 (Tipo 6600) 4x4 OTAN                                                      | 1955 - 1976          | 364A        | 6 650           | 92                 | 9,9          |
| Fiat 639 N2 CM 56 (Tipo 6601) 6x6 OTAN                                                      | 1956 -               | 230.0/.1    | 10 676          | 220                | 18           |
| Fiat 645 N militaire                                                                        | 1959 - ??            | 213         | 4 678           | 90                 | 8,5          |
| Fiat 693 N1 Z (6x4) ver. militaire 693N à 156 t                                             | 1966 - 1970          | 221         | 12 883          | 208                | 18,0         |
| Fiat 680 CP 48 (4x4) ver. militaire 680N                                                    | 1949 - 1953          | 368         | 10 170          | 123                | 14,0         |
| Fiat CP 62/70 (Tipo 6602) (4x4)                                                             | 1962 - 1975          |             |                 |                    | 14,0         |
| Fiat CP 62/70 (Tipo 6607)(6x6) militaire                                                    | 1962 - 1975          |             |                 |                    | 18,0         |
| Fiat 6640A Anfibio 4x4 - camion amphibie pour protection contre l'incendie et usages civils | 1973 - 20**          | 8060        | 5 184           | 177                |              |

À partir de 1990, Astra SpA est chargé de la fabrication des véhicules militaires lourds.
Les véhicules pour transports exceptionnels hors code sont construits par SIVI, jusqu'à 172 t

### La gamme de camions lourds de 1949 à 1975

#### SERIE 640 & 670
| Modèle                                                             | Années de production | Type moteur   | Cylindrée (cm3) | Puissance (ch DIN) | PTC (tonnes) |
| ------------------------------------------------------------------ | -------------------- | ------------- | --------------- | ------------------ | ------------ |
| Fiat 640 N                                                         | 1949 - 1952          | 364           | 6 032           | 72                 | 8,5          |
| Fiat 642 N                                                         | 1952 - 1955          | 364 A         | 6 650           | 92                 | 9,28         |
| Fiat 642 T tracteur semi remorques                                 | 1953 - 1955          | 364 A         | 6 650           | 92                 | 21,3         |
| Fiat 642 N2                                                        | 1955 - 1958          | 364 A         | 6 650           | 92                 | 9,5          |
| Fiat 642 T2 tracteur semi remorques                                | 1956 - 1958          | 364 A         | 6 650           | 92                 | 21,5         |
| Fiat 642 N6                                                        | 1956 - 1960          | 364 A /58 V.2 | 6 650           | 92                 | 10,55        |
| Fiat 642 N6R avec remorque                                         | 1958 - 1960          | 364 A /58     | 6 650           | 100                | 10,6 / 22,5  |
| Fiat 642 T6 tracteur semi remorque                                 | 1958 - 1960          | 364 A /58     | 6 650           | 100                | 26,0         |
| Fiat 642 N65 chantier                                              | 1960 - 1963          | 364 A./60     | 7 298           | 120                | 11,15        |
| Fiat 642 N65R avec remorque                                        | 1960 - 1963          | 364 A./60     | 7 298           | 120                | 11,2 / 23,2  |
| Fiat 642 T65 tracteur semi remorque                                | 1960 - 1963          | 364 A./60     | 7 298           | 120                | 28           |
| Fiat 643 N avec remorque 28 t                                      | 1963 - 1970          | 220           | 9 161           | 160                | 12,85/16     |
| Fiat 643 N - Export 16 t + remorque                                | 1963 - 1970          | 220           | 9 161           | 161                | 15,85/28     |
| Fiat 643 N1 avec remorque 32 t                                     | 1963 - 1970          | 220           | 9 161           | 160                | 16,0         |
| Fiat 643 N1 Export                                                 | 1963 - 1970          | 220           | 9 161           | 160                | 16,4         |
| Fiat 643 T/T1 tracteur semi remorques                              | 1963 - 1970          | 220           | 9 161           | 160                | 32,2         |
| Fiat 673 N/NR remorque                                             | 1970 - 1973          | CP 3          | 7 412           | 145                | 14,3         |
| Fiat 670 N                                                         | 1949 - 1952          | 364           | 6 032           | 72                 | 12,44        |
| Fiat 671 N                                                         | 1953 - 1955          | 364 A Var.44  | 6 650           | 92                 | 14,0         |
| Fiat 671 N2 nouvelle cabine                                        | 1955 - 1960          | 364 A Var.44  | 6 650           | 92                 | 14,0         |
| Fiat 671 N3                                                        | 1960 - 1963          | 364 A./60     | 7 298           | 120                | 14,0         |
| Fiat 643 E export                                                  | 1964 - 1968          | 220           | 9 161           | 160                | 15,5         |
| Fiat 643 ER 28 t avec remorque                                     | 1964 - 1970          | 220           | 9 161           | 160                | 15,5         |
| Fiat 643 EP 28 t avec remorque                                     | 1964 - 1968          | 220           | 9 161           | 160                | 17,0         |
| Fiat 643 EP                                                        | 1968 - 1970          | 220           | 9 161           | 168                | 17,5         |
| Fiat 643 EP (6x2) transformation Fresia                            | 1968 - 1970          | 220           | 9 161           | 160                | 22,5         |
| Fiat 643 EPT (6x2) tracteur semi remorques - transformation Fresia | 1968 - 1970          | 220           | 9 161           | 160                | 32,0         |

#### SERIE 680
| Modèle                                                                              | Années de production | Type moteur | Cylindrée (cm3) | Puissance (ch DIN) | PTC (tonnes) |
| ----------------------------------------------------------------------------------- | -------------------- | ----------- | --------------- | ------------------ | ------------ |
| Fiat 680 N                                                                          | 1949 - 1952          | 368         | 10 170          | 123                | 14,0         |
| Fiat 680 CP 48 (4x4) militaire                                                      | 1949 - 1953          | 368         | 10 170          | 123                |              |
| Fiat 682 N                                                                          | 1952 - 1953          | 368         | 10 170          | 123/140            | 14,0         |
| Fiat 682 N1                                                                         | 1953 - 1955          | 203.0 /.1   | 10 676          | 140                | 14,0         |
| Fiat 682 N - 3 Assi                                                                 | 1953 - 1955          | 203.0 /.1   | 10 676          | 140                | 18,0         |
| Fiat 682 T tracteur semi remorques                                                  | 1953 - 1955          | 203.0 /.1   | 10 676          | 140                | 28,0         |
| Fiat 682 N/ 682 T turbo compresseur                                                 | 1954 - 1960          | 203.0/45    | 10 676          | 160                | 14,0         |
| Fiat Dina 682 N / 682 T turbo compresseur - type 203.0/45 - Fiat-Dina / Mexico      | 1953 - 1959          | 203.0/45    | 10 676          | 160                | 25,0         |
| Fiat 682 N2 - 32 t avec remorque                                                    | 1955 - 1964          | 203.0 /.1   | 10 676          | 150/152            | 14,0         |
| Fiat 682 N2 S moteur turbo-diesel                                                   | 1959 - 1962          | 203 S       | 10 676          | 180                | 14,0         |
| Fiat 682 N2 - Export - 32,35 & 40 tonnes                                            | 1959 - 1965          | 203.0 /.1   | 10 676          | 152                | 17,5         |
| Fiat 682 T2 tracteur semi remorques 28 à 32 t                                       | 1955 - 1964          | 203.0 /.1   | 10 676          | 150/152            | 32,0         |
| Fiat 682 T2 S moteur turbo-diesel                                                   | 1959 - 1962          | 203 S       | 10 676          | 180                | 32,0         |
| Fiat 682 T2 - Export tracteur semi remorques - 35/38 tonnes selon pays              | 1959 - 1964          | 203.0 /.1   | 10 676          | 152                | 40,0         |
| Fiat 682 N2 - 3 Assi (6x2) version 3e essieu arrière dirigé - transformation Fresia | 1958 - 1964          | 203.0 /.1   | 10 676          | 152                | 18,0         |
| Fiat 682 N3 version export 17,5/35-38 t                                             | 1962 - 1966          | 203 A./61   | 11 548          | 179                | 17,5 - 38    |
| Fiat 682 T3 tracteur semi remorque - Export 35/38 t selon pays                      | 1962 - 1966          | 203 A./61   | 11 548          | 179                | 32,0/38      |
| Fiat 682 N3 - Export 40 t                                                           | 1964 - 1970          | 203 A./61   | 11 548          | 185                | 18,0         |
| Fiat 682 T3 - Export tracteur 35/38 t selon pays                                    | 1964 - 1970          | 203 A./61   | 11 548          | 185                | 38,0         |
| Fiat 682 N4 /682 N3 Export "Roi d'Afrique" - monté au Nigeria jusqu'en 1989         | 1970 - 1984          | 203 A./61   | 11 548          | 177                | 17,0         |
| Fiat 682 T4 /682 T3 Export "Roi d'Afrique" tracteur semi remorques                  | 1970 - 1984          | 203 A./61   | 11 548          | 177                | 40,0         |
| Fiat 684 N - 32 t avec remorque - nouvelle cabine                                   | 1970 - 1980          | 8200.02 A   | 9 819           | 200                | 16,0         |
| Fiat 684 NP (OM 160)                                                                | 1974 - 1980          | 8200.02 A   | 9 819           | 200                | 18,0         |
| Fiat 684 T/TL/TP tracteur semi-remorque                                             | 1970 - 1980          | 8200.02 A   | 9 819           | 200                | 40,0         |
| Fiat 682 BT5 Version fabriquée au Nigeria                                           | 1980 - 1990          | 8210.02     | 13 798          | 230                | 40,0         |
| Fiat 683 T - tracteur semi remorques                                                | 1967 - 1970          | 221         | 12 883          | 208                | 32,0/40,0    |
| Fiat 683 N empattement long                                                         | 1967 - 1970          | 221         | 12 883          | 208                | 14,0         |

#### Série lourde internationale 619
| Modèle                                                           | Années de production | Type moteur | Cylindrée (cm3) | Puissance (ch DIN) | PTC (tonnes)   |
| ---------------------------------------------------------------- | -------------------- | ----------- | --------------- | ------------------ | -------------- |
| Fiat 619 N porteur + remorque Italie 32 t                        | 1964 - 1970          | 221         | 12 883          | 208                | 14,0 - 32      |
| Fiat 619 N - Export 35/40 t selon pays (en Belgique par VanHool) | 1964 - 1967          | 221         | 12 883          | 208                | 19,0           |
| Fiat 619 T - Export tracteur semi remorques                      | 1964 - 1967          | 221         | 12 883          | 208                | 38,0           |
| Fiat 619 N - Export train routier de 40 t                        | 1967 - 1970          | 221         | 12 883          | 230                | 19,0           |
| Fiat 619 N1 nouvelle cabine - train routier 32,5/44 t selon pays | 1970 - 1980          | 8210.02     | 13 798          | 260                | 14,0/19 – 44 t |
| Fiat 619 N1P chantier                                            | 1970 - 1980          | 8210.02     | 13 798          | 260                | 15,0           |
| Fiat 619 T1/T1P tracteur semi-remorque nouvelle cabine           | 1970 - 1980          | 8210.02     | 13 798          | 260                | 32,0/44        |

#### Série camions 6x2: 690 - 691 - 180
| Modèle | Années de production | Type moteur | Cylindrée (cm3) | Puissance (ch DIN) | PTC (tonnes)     |
| --- | -------------------- | ----------- | --------------- | ------------------ | ---------------- |
| Fiat 690 N (6x2) 2 essieux directeurs avant                                                                                      | 1960 - 1961          | 203         | 10 676          | 152                | 18,0/22 (en 8x2) |
| Fiat 690 NS (6x2) moteur avec turbo compresseur                                                                                  | 1960 - 1961          | 203 S       | 10 676          | 180                | 18,0/22          |
| Fiat 690 T (6x2) tracteur semi remorques                                                                                         | 1961 - 1961          | 203         | 10 676          | 152                | 32,0/40          |
| Fiat 690 TS (6x2) moteur avec turbo compresseur                                                                                  | 1961 - 1961          | 203 S       | 10 676          | 180                | 32,0/40          |
| Fiat 690 N1 (6x2) transformation 8x2 par spécialistes pour combinaison 4+4 de 44 t                                               | 1961 - 1968          | 203 A. /61  | 11 548          | 177                | 18,0/22 – 44 t   |
| Fiat 690 N1 (6x2) Export Turbo                                                                                                   | 1964 - 1968          | 203 A       | 11 548          | 180                | 18,0/22 – 40 t   |
| Fiat 690 T1 (6x2) tracteur semi remorques 32/40 t                                                                                | 1961 - 1969          | 203 A./61   | 11 548          | 177                | 32,0/40          |
| Fiat 690 T1 (6x2) Export | 1964 - 1969          | 203 A.      | 11 548          | 180                | 32,0/35          |
| Fiat 690 N2 (6x2) en Italie transformation pour combinaisons porteur 4 essieux 22 t plus remorque 22 t "Millepattes" = 44 tonnes | 1966 - 1968          | 203 A./61   | 11 548          | 177                | 19,0/22          |
| Fiat 690 N2 - Export (6x2) 38 tonnes                                                                                             | 1966 - 1970          | 203 A./61   | 11 548          | 194                | 18,5             |
| Fiat 690 N3 (6x2) | 1968 - 1970          | 221.3       | 12 883          | 180                | 18,0/22          |
| Fiat 690 T2 (6x2) tracteur semi-remorque                                                                                         | 1970 - 1971          | 203 A./61   | 11 548          | 177                | 38,0/40          |
| Fiat 690 N4 (6x2) pour transformation en 8x2                                                                                     | 1970 - 1971          | 8200.02A    | 9 819           | 200                | 18,0/22 - 44     |
| Fiat 691 N (6x2) 2 essieux avant directeurs, nouvelle cabine                                                                     | 1970 - 1974          | 8210.02.050 | 13 798          | 225                | 18,0/22 - 44     |
| Fiat 691 T (6x2) tracteur semi remorques nouvelle cabine                                                                         | 1973 - 1974          | 8210.02R    | 13 798          | 225                | 38,0/40          |
| Fiat 691 NP (6x2) pour transformation en 8x2 de 22 t + remorque 22 t en Italie                                                   | 1973 - 1974          | 8210.02R    | 13 798          | 225                | 18,0/22 - 44     |
| Fiat-OM 180 (6x2) transformation en 8x2 par spécialistes                                                                         | 1974 - 1977          | 8210.02     | 13 798          | 260                | 18,0/22 - 44     |

#### SERIE Camions super lourds 6x4: 693 - 697 - 300 - 330
| Modèle                                                                               | Années de production | Type moteur | Cylindrée (cm3) | Puissance (ch DIN) | PTC (tonnes) |
| ------------------------------------------------------------------------------------ | -------------------- | ----------- | --------------- | ------------------ | ------------ |
| Fiat 693 N (6x4) chantier 30 t                                                       | 1965 - 1966          | 221         | 12 883          | 210                | 18,0/30      |
| Fiat 693 T (6x4) tracteur semi remorques chantier 56 tonnes                          | 1965 - 1966          | 221         | 12 883          | 210                | 32,0/56      |
| Fiat 693 N1 (6x4)                                                                    | 1966 - 1970          | 221         | 12 883          | 200                | 18,0/30      |
| Fiat 693 N1Z (6x4) transports exceptionnels                                          | 1966 - 1970          | 221         | 12 883          | 208                | 18,0/72      |
| Fiat 693 N1 Export (6x4) – 46 t                                                      | 1966 - 1970          | 221         | 12 883          | 230                | 26,0/46      |
| Fiat 693 T1 (6x4) tracteur semi remorques chantier 56 t                              | 1966 - 1970          | 221         | 12 883          | 208                | 32,0/56      |
| Fiat 693 T1 Export (6x4) tracteur semi remorques                                     | 1966 - 1970          | 221         | 12 883          | 230                | 38,0         |
| Fiat 697 N (6x4) nouvelle cabine                                                     | 1970 - 1976          | 8210.02     | 13 798          | 260                | 26,5/33      |
| Fiat 697 NE (6x4) Export                                                             | 1973 - 1976          | 8210.02     | 13 798          | 260                | 26,5/44      |
| Fiat 697 T (6x4) tracteur                                                            | 1970 - 1976          | 8210.02     | 13 798          | 260                | 41,5/56      |
| Fiat 697 NP/NG (6x4) pour utilisations chantier très lourdes bennes Romanazzi        | 1970 - 1980          | 8210.02     | 13 798          | 260                | 27,5/33      |
| Fiat 697 N1 (4x2 & 6x4) version construite en Argentine - train routier 40/45 tonnes | 1972 - 1978          | 221 A       | 13 798          | 260                | 19,5/45      |
| Fiat 697 T1 (4x2) tracteur semi remorques                                            | 1972 - 1978          | 221 A       | 13 798          | 260                | 38,0/56      |
| Unic 697 N/NP (6x4) idem Fiat 697 N/NP                                               | 1970 - 1980          | 8210.02     | 13 798          | 285 SAE            |              |
| Unic 260 (6x4) camion chantier - moteur Fiat 330 ch après 1976                       | 1971 - 1976          | V 85 S      | 14 886          | 307                | 26,0         |
| Unic 260 (6x4) moteur moins puissant pour la France                                  | 1970 - 1975          | V 82 S      | 14 886          | 240                | 26,0         |
| Fiat/OM 300 PC26/PT (6x4) train routier 56 t en Italie                               | 1974 - 1982          | 8210        | 13 798          | 260                | 33,0/56,0    |

FNM 130 (Brésil) 13 t avec la cabine précédente de la gamme moyenne - 1974 - moteur OM CP3 – 7 412 cm3 145 ch 13,0 t

## Les camions Fiat V.I. fabriqués à l'étranger
- En France UNIC a assemblé la gamme moyenne et fabriqué des moteurs pour le groupe et distribué l'ensemble de la gamme Fiat V.I. arrêt en 1978.
- Jusqu'en 1989 au Nigeria, fabrication du Fiat type 682 "baffo".
- Fabrication en Argentine de la gamme Fiat V.I. et au Brésil jusqu'en 1990 des camions FNM-Fiat.
- Turquie, sous la marque Otoyol.

À partir de 1983 la seule marque commercialisée est Iveco. En Argentine, le nom Fiat-Iveco est resté jusqu'en 1995, quand il est finalement remplacé par Iveco

## Liste des autocars, autobus et trolleybus FIAT de 1904 à 1975
Comme pour les poids lourds, Fiat a distribué ses productions sous son nom jusqu'en 1975, date de la constitution d'IVECO.
Depuis 1999, la gamme autobus transport en commun est passée sous le label Irisbus renommé IVECO Bus en 2013.
| Modèle                      | Années de production | Classe                                   | Type moteur                       | Cylindrée (cm3) | Puissance (ch DIN / kW) | Longueur (m)          | Capacité                           |
| --------------------------- | -------------------- | ---------------------------------------- | --------------------------------- | --------------- | ----------------------- | --------------------- | ---------------------------------- |
| Fiat 24HP                   | 1904 - 1907          | Châssis pour autobus                     | Fiat 24 HP                        | 6 370           | 24                      | 7,00                  | 16 sièges                          |
| Fiat 18/24 HP               | 1907 - 1910          | Châssis pour autobus                     | Fiat 18/24 HP                     | 4 500           | 24                      | 7,40                  | 16 sièges                          |
| Fiat 24-40 HP               | 1907 - 1910          | Châssis pour autobus                     | Fiat 24/40 HP                     | 7 363           | 40                      | 9,00                  | 14 sièges                          |
| Fiat Type 2BF               | 1912 - 1920          | Châssis pour autobus                     | Fiat 52                           | 2 814           | 28                      | 8,00                  |                                    |
| Fiat 15 / 15Bis             | 1911 - 1913          | Châssis pour autobus                     | Fiat Brevetti                     | 3 053           | 20                      | 8,00                  |                                    |
| Fiat 15Ter                  | 1913 - 1922          | Châssis pour autobus                     | Fiat 53                           | 4 398           | 40                      | 9,00                  |                                    |
| Fiat 18                     | 1914 - 1921          | Châssis pour autobus                     | Fiat 64                           | 5 654           | 38                      | 9,00                  |                                    |
| Fiat 603S                   | 1925 - 1929          | Châssis pour autobus                     | Fiat 112                          | 3 446           | 46                      | 9,00                  | 23 sièges                          |
| Fiat 605S                   | 1927 - 1929          | Châssis pour autobus                     | Fiat 125                          | 3 739           | 69                      | 9,00                  | 27 sièges                          |
| Fiat 618RL                  | 1934 - 1937          | Châssis pour autobus                     | Fiat 118A                         | 1 944           | 73                      | 5,80                  | 10 sièges                          |
| Fiat 635R Essence           | 1931 - 1939          | Autobus urbain & ligne                   | Fiat 350                          | 5 262 / 6 220   | 55                      | 9,00                  |                                    |
| Fiat 635RN Diesel           | 1936 - 1938          | Autobus urbain & ligne                   | Fiat 355C                         | 8 355           | 80                      | 9,00                  |                                    |
| Fiat 635RN/2 Diesel         | 1938 - 1939          | Autobus urbain & ligne                   | Fiat 255                          | 9 972           | 125                     | 9,00                  |                                    |
| Fiat 635R/2 Gazogène        | 1938 - 1939          | Autobus urbain - ligne                   | Fiat 255                          | 9 972           | 80                      | 9,00                  |                                    |
| Fiat 656F                   | 1931 - 1949          | Trolleybus                               | Marelli MCT 40                    |                 | 120 kW                  | 10,0                  | 22 sièges + 67 debout              |
| Fiat 656RN / RNA2           | 1933 - 1949          | Autobus urbain 2/3 essieux               | Fiat 356                          |                 | 105                     | 10,0 / 12,0           |                                    |
| Fiat 626RN / RNU            | 1939 - 1949          | Autobus ligne / urbain                   | Fiat 326.45                       | 5 750           | 70                      | 9,0/10,0              |                                    |
| Fiat 666RN / RNU            | 1948 - 1953          | Autobus ligne / urbain                   | Fiat 366                          | 9 365           | 113                     | 9,50                  |                                    |
| Fiat 672F                   | 1941 - 1942          | Trolleybus 3 essieux                     | CGE CVN 1217A                     |                 |                         | 12,0                  | 29 sièges + 65 debout              |
| Fiat 672RN                  | 1948 - 1952          | Autobus 3 essieux                        | Fiat 368                          | 10 670          | 123                     | 11,80                 |                                    |
| Fiat 640RN / RNU            | 1950 - 1953          | Autobus ligne & GT / urbain              | Fiat 364                          | 6 032           | 72                      | 8,15                  | 32 sièges / 10 sièges + 27 debout  |
| Fiat 642RN                  | 1952 - 1959          | Autobus & châssis autobus ligne & GT     | Fiat 364                          | 6 650           | 92                      | 10,00                 |                                    |
| Fiat 668F                   | 1950 - 1953          | Trolleybus                               | Ansaldo AU 296                    |                 | 100 kW                  | 10,5                  | 20 sièges + 80 debout              |
| Fiat 680RN / RNU            | 1950 - 1953          | Autobus urbain - ligne                   | Fiat 368                          | 10 170          | 123                     | 10,10                 | 18 sièges + 57 debout              |
| Fiat 682RN                  | 1952 - 1959          | Autobus & châssis autobus ligne          | Fiat 203.0/1                      | 10 6760         | 140                     | 10,50                 | 51 sièges                          |
| Fiat 682RN Viberti CV10     | 1952 - 1959          | Autobus & châssis autobus articulé       | Fiat 203.0/3                      | 10 676          | 140                     | 18,00                 | 60 sièges + 38 debout              |
| Fiat 401                    | 1953 - 1958          | Autobus urbain                           | Fiat 203.0/4                      | 10 610          | 140 à 2 000 tr/min      | 10,40 - 11,00         | 19 sièges + 49 debout - 20 + 59    |
| Fiat 2401F                  | 1953 - 1958          | Trolleybus                               | Tecnomasio                        |                 |                         | 11,00                 | 19 sièges + 51 debout              |
| Fiat 405                    | 1952 - 1966          | Autobus urbain                           | Fiat 203/03 à plat                | 10 676/11.548   | 140/150 à 2 000 tr/min  | 10,40 / 11,00         |                                    |
| Fiat 2405F                  | 1955 - 1960          | Trolleybus                               | Ansaldo - Marelli - Tecnomasio    |                 | 110 kW                  | 11,00 / 17,10         | / 33 sièges + 125 debout           |
| Fiat 404                    | 1955 -               | Autobus urbain                           |                                   |                 |                         | 8,0                   |                                    |
| Fiat 411                    | 1956 - 1968          | Autobus urbain - ligne                   | Fiat 203                          | 10 670          | 145 à 2 000 tr/min      | 11,00                 | 22 sièges + 66 debout              |
| Fiat 411.1                  | 1958 - 1964          | Autobus urbain                           | Fiat 310                          | 11 548          | 178 à 1 900 tr/min      | 11,00 - 18,00         | 22 + 65 - 35 sièges + 123 debout   |
| Fiat OM 411 Viberti CV 46   | 1958 - 1964          | Autobus urbain articulé                  | OM CH2 DA11                       | 11 630          | 175 à 1 700 tr/min      | 18,00                 | 37 sièges + 115 debout             |
| Fiat 2411F                  | 1956 - 1958          | Trolleybus                               | Tecnomasio                        |                 | 160 kW                  | 11,00 / 18,00         | 22 sièges + 55 debout              |
| Fiat 305/2 Viberti Monotral | 1959 - 1960          | Autocar articulé                         | Fiat 203.0/30                     | 10 676          | 144 à 1 900 tr/min      | 18,0                  | 73 sièges                          |
| Fiat 306/1                  | 1956 - 1960          | Autocar ligne - GT                       | Fiat 203                          | 10 676          | 140 à 1 900 tr/min      | 11,0                  | 53 / 45                            |
| Fiat 306/2                  | 1960 - 1970          | Autocar ligne - GT                       | Fiat 203H                         | 10 676          | 144 à 1 800 tr/min      | 11,0                  | 53 / 45                            |
| Fiat 306/3                  | 1970 - 1982          | Autocar ligne - GT                       | Fiat 203H/61                      | 11 548          | 176 à 1 800 tr/min      | 11,0                  | 49 / 45                            |
| Fiat 2472 Viberti           | 1958 - 1965          | Trolleybus articulé                      | Compagnia Generale di Elettricità |                 |                         | 18,00                 | 167                                |
| Fiat 309/1                  | 1958 - 1963          | Autocar de ligne - GT                    | Fiat 220H                         | 9 161           | 150                     | 9,00 / 10,50          |                                    |
| Fiat 309/1U Menarini        | 1960 - 1965          | Autobus urbain                           | Fiat 220H                         | 9 161           | 125/150                 | 9,15                  | 17 sièges + 44 debout              |
| Fiat 309/2                  | 1963 - 1970          | Autocar et châssis autocar de ligne & GT | Fiat 8200.12                      | 9 819           | 194                     | 9,00 / 10,50          |                                    |
| Fiat 410                    | 1960 - 1973          | Autobus urbain                           | Fiat 310H / 310H/61               | 10 676 / 11 548 | 150/176 à 1 900 tr/min  | 9,50 - 10,20 - 11,00  | ? - ? - 21 sièges + 66 debout      |
| Fiat 410 Viberti AVR2       | 1965 - 1970          | Autobus urbain articulé                  | Fiat 310H/61                      | 11 548          | 180 à 1 900 tr/min      | 18,00                 | 46 sièges + 112 debout             |
| Fiat 410 Viberti AV4        | 1974 - 1976          | Autobus banlieue articulé                | Fiat 310H/61                      | 11 548          | 180 à 1 900 tr/min      | 18,00                 | 63 sièges + 75 debout              |
| Fiat 314/1                  | 1961 - 1967          | Midibus ligne - GT                       | Fiat 213H1                        | 4 678           | 98                      | 7,5                   | 32 sièges                          |
| Fiat 314/2                  | 1967 - 1972          | Midibus ligne - GT                       | Fiat 8060.11                      | 4 678           | 110                     | 7,5                   | 32 sièges                          |
| Fiat 314/3                  | 1972 - 1978          | Midibus ligne - GT                       | Fiat 8060.12                      | 5 183           | 121                     | 7,5                   | 32 sièges                          |
| Fiat 412                    | 1962 - 1970          | Autobus urbain 2 étages                  | Fiat 412H/61                      | 11 548          | 176 à 1 900 tr/min      | 8,70                  | 12 + 45(étage) sièges + 80 debout  |
| Fiat 413 Monotral Viberti   | 1961                 | Autobus urbain 2 étages                  | Fiat 203.0/156                    | 10 676          | 175 à 1 900 tr/min      | 12,0                  | 20 + 47 (étage) sièges + 70 debout |
| Fiat 414                    | 1960 - 1973          | Midibus urbain                           | Fiat 212                          | 4 678           | 110                     | 6,95 - 7,45           | 14/15 sièges + 42/43 debout        |
| Fiat 409                    | 1962 - 1972          | Châssis autobus urbain                   | Fiat 220H                         | 9 161           | 153                     | 8,50 - 10,00          | 69 - 86                            |
| Fiat 409A                   | 1972 - 1979          | Châssis autobus urbain                   | Fiat 8200                         | 9 819           | 194                     | 11,50 - 12,00         |                                    |
| Fiat 320                    | 1969 - 1971          | Châssis autocar ligne - GT               | Fiat 220H                         | 9 161           | 160                     | 10,80                 |                                    |
| Fiat 416                    | 1964 - 1973          | Châssis midibus urbain                   | Fiat 8060.01                      | 4 678           | 114                     | 6,60                  | 42                                 |
| Fiat 343                    | 1966 - 1978          | Châssis autocar ligne & GT               | Fiat 8200.12                      | 9 819           | 194                     | 11,0                  |                                    |
| Fiat 343L                   | 1972 - 1978          | Autocar ligne & GT                       | Fiat 8200.13/6                    | 10 308          | 208                     | 11,00 - 12,00         |                                    |
| Fiat 416                    | 1965 - 1974          | Midibus urbain                           | Fiat 213                          | 4 678           | 90                      | 6,40                  | 12 sièges + 39 debout              |
| Fiat 308 / 308L             | 1971 - 1978          | Autocar & châssis autocar ligne & GT     | Fiat 8200.12                      | 9 819           | 194                     | 9,50 - 10,20 - 11,00  | 43 - 46 - 48 sièges                |
| Fiat 418                    | 1972 - 1982          | Autobus urbain & banlieue                | Fiat 8200.12                      | 9 189 / 9 819   | 183 / 194               | 10,10 - 11,00         | 21 sièges + 81 debout              |
| Fiat 418AL/MS               | 1972 - 1982          | Autobus suburbain articulé               | Fiat 8200.12                      | 9 189 / 9 819   | 194                     | 18,00                 | 61 sièges + 86 debout              |
| Fiat 421                    | 1973 - 1980          | Autobus urbain                           | Fiat 8210.12                      | 13 798          | 225                     | 11,00 - 12,00         | 14 / 16 sièges + 95 / 101 debout   |
| Fiat 420                    | 1975 - 1979          | Autobus de banlieue                      | Fiat 8200.12                      | 9 819           | 194                     | 11,80                 | 41 sièges + 57 debout              |
| Fiat 370.26                 | 1976 - 1980          | Autocar de ligne & GT                    | Fiat 8210.02                      | 13 798          | 260                     | 10,00 - 11,00 - 12,00 |                                    |
| Fiat 370.20                 | 1977 - 1980          | Autocar de ligne & GT                    | Fiat 8220.02                      | 9 572           | 200                     | 9,00 - 10,00          |                                    |
| Fiat 370.25                 | 1980 - 1984          | Autocar de ligne & GT                    | Fiat 8260.02                      | 12 876          | 260                     | 9,00 - 10,00 - 12,00  |                                    |
| Fiat 370.35                 | 1981 - 1990          | Autocar de ligne & GT                    | Fiat 8280.02                      | 17 173          | 352                     | 10,00 - 11,00 - 12,00 |                                    |
| Fiat 370.24                 | 1984 - 1993          | Autocar de ligne & GT                    | Fiat 8220.22                      | 9 572           | 240                     | 10,00 - 12,00         | 48 / 44 - 56 / 50 sièges           |
| Fiat 370.30                 | 1984 - 1993          | Autocar de ligne & GT                    | Fiat 8210.22                      | 13 798          | 304                     | 10,00 - 12,00         | 48 / 44 - 56 / 50 sièges           |
| Fiat 370 SE                 | 1994 - 2001          | Autocar de ligne & GT                    | Fiat 8460.41S                     | 9 498           | 290/345                 | 10,00 - 12,00         | 48 / 44 - 56 / 50 sièges           |
| Fiat 315                    | 1978 - 1983          | Midibus ligne & GT                       | Fiat 8060.04                      | 5 499           | 130                     | 7,56                  |                                    |
| Fiat 316                    | 1978 - 2000          | Midibus urbain                           | Fiat 8060.04                      | 5 499           | 125 / 180               | 7,5                   | 18 sièges + 39 debout              |
| Fiat 470 / 570              | 1979 - 1986          | Autobus urbain - banlieue                | Fiat 8220.12                      | 9 572           | 203                     | 10,5 - 12,0 - 18,0    | 73 - 116                           |
| Fiat 670                    | 1979 - 1986          | Autobus banlieue                         | Fiat 8220.12                      | 9 572           | 203                     | 12,0                  | 56 sièges + 29 debout              |
| Fiat 471U / 571S EffeUno    | 1983 - 1990          | Autobus urbain - banlieue                | Fiat 8220.12                      | 9 572           | 203/240                 | 10,5 - 12,0 - 18,0    |                                    |
| Fiat 671I EffeUno           | 1983 - 1990          | Autobus interurbain                      | Fiat 8220.22                      | 9 572           | 240                     | 12,0                  | 56 sièges + 29 debout              |
| Fiat Viberti 2471.12        | 1985 - 1990          | Trolleybus                               | Marelli                           |                 | 203/240                 | 10,5 - 12,0 - 18,0    |                                    |